# Paurosceles geminipunta
Paurosceles geminipunta là một loài bướm đêm trong họ Noctuidae.